# Груленко, Михаил Васильевич
Михаил Васильевич Груленко (укр. Михайло Васильович Груленко; 1904, Конотоп, Черниговская губерния — 4 августа 1941, близ Левковки, Кировоградская область) — советский украинский государственный и партийный деятель. Первый секретарь Станиславского обкома КП(б) Украины (1939—1941).

## Биография
Родился в 1904 году в семье рабочего-столяра паровозоремонтного завода.
Окончил начальное железнодорожное училище на станции Конотоп Юго-Западной железной дороги. В апреле 1919 — сентябре 1920 г. — рассыльный материального склада главных мастерских Конотопского паровозного депо. В 1920 г. вступил в комсомол.
В 1920—1921 гг. — слушатель курсов телеграфистов в Конотопе, В 1921—1922 гг. — охранник железной дороги в Конотопе. В 1922—1924 гг. — чернорабочий, в 1924—1925 гг. — помощник слесаря Конотопского паровозного депо. Избирался секретарём комсомольской ячейки депо, секретарём Конотопского районного комитета комсомола.
В 1925—1926 гг. — заведующий агитационно-пропагандистским отдела Шосткинского районного комитета комсомола (КСМУ) Глуховского округа. В 1926—1927 гг. — секретарь Середина-Будского районного комитета комсомола Глуховского округа. В феврале-сентябре 1927 г. — секретарь Путивльского районного комитета комсомола Глуховского округа.
В 1927 году стал членом ВКП(б).
В 1927—1928 гг. — слушатель школы советского и партийного строительства в Чернигове, в 1928—1929 гг. — слушатель школы советского и партийного строительства в Полтаве.
- 1929—1930 гг. — инструктор Черниговского окружного комитета КП(б) Украины,
- 1930—1931 гг. — председатель ЦК Союза работников искусств в Чернигове,
- 1931—1932 гг. — заведующий Черниговским районным отделом народного образования,
- 1932—1933 гг. — заведующий отделом культурно-просветительской работы Богуславского районного комитета КП(б) Украины (Киевская область),
- 1933—1936 гг. — заместитель начальника политического отдела Фёдоровского совхоза Великобурлукского района Харьковской области,
- 1938 г. — ответственный инструктор ЦК КП(б) Украины,
- апрель-ноябрь 1938 г. — второй секретарь Организационного бюро ЦК КП(б)У по Каменец-Подольской области, второй секретарь Каменец-Подольского областного комитета КП(б) Украины.

С 6 октября по 27 ноября 1939 года находился во главе Временного гражданского управления Станиславовского воеводства.
С 27 ноября 1939 г. — первый секретарь Станиславского областного комитета КП(б) Украины.
С 17 мая 1940 г. член ЦК КП(б) Украины. 26 июня 1938 г. был избран депутатом депутатом Верховного Совета УССР 1-го созыва по Красиловскому избирательному округу № 3 Каменец-Подольской области.
22 июня 1941 г. после нападения гитлеровской Германии на СССР находился в штабе 12-й армии Юго-Западного фронта. Назначен членом Военного Совета 12-й армии.
4 августа 1941 г. погиб около г. Умани Киевской области. Освобождён от должностей члена ЦК КП(б) Украины, первого секретаря Станиславского областного комитета КП(б) Украины и члена Военного Совета 12-й армии в связи со смертью 4 августа 1941 г.
Останки Груленко были найдены в 2005 году возле села Левковки Новоархангельского района Кировоградской области и идентифицированы Главным бюро судебно-медицинской экспертизы Министерства здравоохранения Украины. В 2006 г. был перезахоронен на Аллее Героев в Парке Вечной Славы в Киеве.